# N53 road (Irlanda)
La N53 road es una carretera secundaria nacional en Irlanda, que va desde Dundalk, condado de Louth, hasta Castleblayney, condado de Monaghan, pero con un breve espacio donde cruza la frontera entre la República de Irlanda y el Reino Unido y atraviesa Irlanda del Norte.
La carretera se estableció antes de la partición de Irlanda y se convirtió en Concession Road en Irlanda del Norte debido a la falta de instalaciones aduaneras formales. La ubicación transfronteriza de la N53 ha atraído a empresas que se aprovechan de diferentes leyes e impuestos, pero también ha creado problemas tras el Brexit, en el que es posible que se establezcan instalaciones fronterizas en la carretera por primera vez.

## Ruta
La N53 tiene 23,5 kilómetros (14,6 mi) de largo, incluyendo la sección en Irlanda del Norte. Va desde el cruce 17 de la M1 en Newtownbalregan en las afueras de Dundalk, condado de Louth, hasta la circunvalación N2 de Castleblayney, condado de Monaghan. Durante 6 kilómetros (3,7 mi) (entre Rassan, condado de Louth y Ballynacarry Bridge, condado de Monaghan) la carretera pasa por Cullaville, condado de Armagh, Irlanda del Norte, donde está clasificada como A37 y conocida como Concession Road. El cruce fronterizo sur se encuentra en un punto triple de los condados de Armagh, Monaghan y Louth.

## Historia
El camino es anterior a la partición de Irlanda en 1921. Se menciona en A Topographical Dictionary of Ireland (1837) de Samuel Lewis, que describe la parroquia de Castletown como «en la bahía de Dundalk, y en las carreteras que conducen respectivamente a Castle-Blayney y Armagh». Nunca tuvo la intención de ser un camino transfronterizo; si la frontera hubiera sido definida por las recomendaciones de la Comisión de Límites de Irlanda en lugar de los límites existentes del condado, el camino habría estado completamente en la República.
Se nombró Concession Road porque no había aduanas en la frontera, y los vehículos en la República podían viajar de Dundalk a Castleblayney sin tener que detenerse para los controles. Legalmente, a nadie que viviera en Irlanda del Norte se le permitía cruzar la frontera por la N53 y debería haber usado un cruce tripulado. En la práctica, los lugareños usaron el camino de todos modos. Existía un puesto de aduanas formal justo al sur de Cullaville en Kingham's Bridge junto al río Fane. Fue destruido por el IRA Provisional en 1971.
El 6 de febrero de 1972, un soldado británico, David Seaman, fue encontrado muerto en la carretera en una supuesta actividad del IRA. En diciembre de 1976, una mujer circulaba por la carretera cuando chocó con un camión secuestrado por el IRA.

## Seguridad
El N53 tiene un historial de seguridad deficiente y ha sido descrito como un «punto negro de accidentes». Se han presentado varias propuestas de ensanchamiento y circunvalación. En 2011, un concejal se quejó de que el camino alrededor de Dundalk no era seguro para caminar debido a la falta de acceso para peatones.
En 2013, tanto el Consejo del Condado de Monaghan como el Departamento de Desarrollo Regional de Irlanda del Norte consultaron a la empresa contratista MDM sobre un nuevo puente que cruza el río Fane y se desvía del puente Ballynacarry.
En 2018, una sección de la N53 desde Rassan hasta Hackballscross se cerró durante un mes debido a importantes obras de reestructuración.
En diciembre de 2022, un hombre murió mientras conducía por la N53 cerca de la frontera, cuando fue atropellado por un automóvil. La policía sugirió que el incidente puede estar relacionado con un asesinato en Castleblayney que tuvo lugar poco antes.

## Comercio
La geografía de la carretera, que conecta dos puntos de la República a través de Irlanda del Norte, la ha hecho popular para las empresas que aprovechan los diferentes impuestos de los dos países. Concession Road cuenta con nueve puntos de venta de combustibles, tanto para tráfico de largo recorrido como para gasóleo agrícola. También hay una serie de licorerías, ventas de automóviles y tiendas de fuegos artificiales.

## Brexit

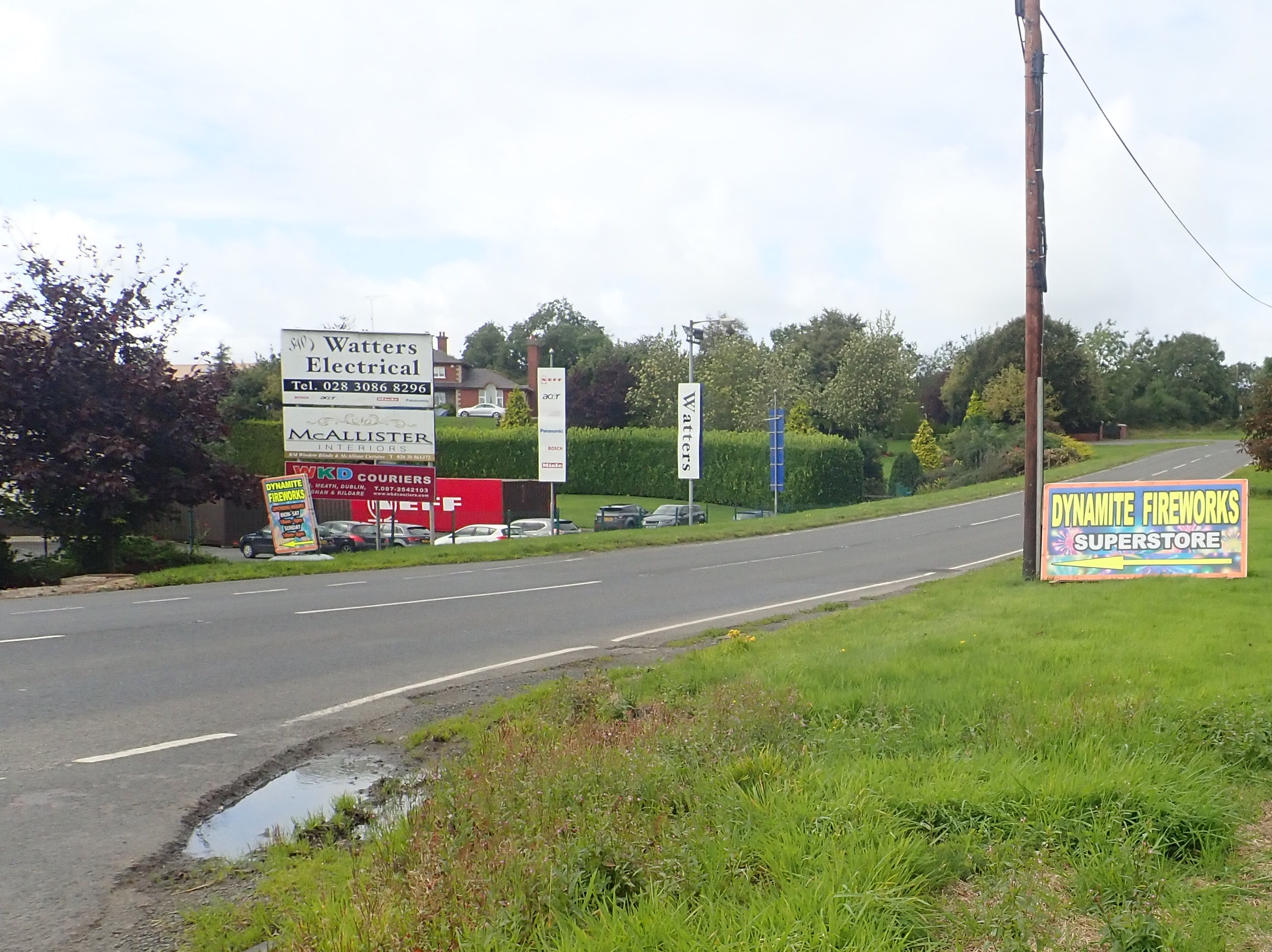
Concession Road contiene varias tiendas que venden fuegos artificiales, cuya venta sin permiso es ilegal en la República.

Tras el referéndum sobre la pertenencia del Reino Unido a la Unión Europea de 2016, en el que el Reino Unido votó a favor de abandonar la Unión Europea, se planteó la preocupación sobre si deberían aparecer puestos fronterizos formales en la N53, ya que formaría una frontera exterior con la UE, a lo que se oponen los residentes locales en Amargh. En 2017, el jefe negociador de la UE, Michel Barnier, fue fotografiado en el tramo sur de la N53 junto a la frontera.
En 2018, la rama de análisis de salida de la UE identificó quince carreteras principales, incluida la N53, que podrían utilizarse como punto clave de inspección fronteriza en caso de que se produjera un Brexit duro.
En una reunión del Consejo del condado de Louth de 2022, en la que se discutieron las mejoras de seguridad en la N53, un concejal local comentó que todavía existía la posibilidad de que se requirieran controles fronterizos en la carretera, dependiendo de la progresión del Protocolo de Irlanda del Norte diseñado para facilitar el comercio posterior al Brexit entre Irlanda del Norte y la República. Bromeó diciendo que la carretera podría convertirse en el «cruce de Boris Johnson» si se requirieran puntos de control, o la «autopista Martin McGuinness» si las consecuencias del Brexit finalmente condujeran a una Irlanda Unida.